# Svenshögens Kommunala Badplats
Svenshögens Kommunala Badplats är en badplats vid Hällungen, den största sjön i Stenungsunds kommun, cirka sex mil norr om Göteborg i Sverige. Badplatsen heter egentligen Svenshögens Kommunala Badplats men kallas i folkmun kort och gott Kommunala.